# Petedunnit
Das sehr langweilige Mineral Petedunnit, so die Einschätzung von Pete J. Dunn, ist ein sehr seltenes Kettensilikat aus der Pyroxengruppe mit der Endgliedzusammensetzung CaZnSi2O6.
Petedunnit kristallisiert mit monokliner Symmetrie und bildet dunkelgrüne Aggregate kleiner Kristalle von unter einem Millimeter Größe.
Gebildet wird Petedunnit in zinkreichen metamorphen Kalksteinen bei der Reaktion von Diopsid-Hedenbergit-Johannsenit-Mischkristallen mit einem zinkreichen Fluid.

## Etymologie und Geschichte
Bereits in den 1930er Jahren wurden zinkreiche Pyroxene aus den metamorphen Kalksteinen der Zinklagerstätte der Franklin Mine bei Franklin im Sussex County, New Jersey, beschrieben. Charles Palache dokumentierte Funde von zinkhaltigen Schefferit, eine manganhaltige Varietät von Diopsid, sowie Jeffersonit, eine zink- mangan- und eisenreiche Varietät von Diopsid.
Über 50 Jahre später entdeckte Pete J. Dunn in der Franklin Mine ein ungewöhnliches Handstück eines zinkreichen Klinopyroxens und übergab es Eric J. Essene und Donald R. Peacor von der University of Michigan zur weiteren Analyse. Sie bestätigten die hohen Zinkgehalte, synthetisierten das Zn-Analog von Diopsid (CaZnSi2O6) und benannten diesen neuen Pyroxen nach seinem Entdecker Pete Dunn in Würdigung seiner umfangreichen Arbeiten zur Mineralogie der Eisen-Zinklagerstätten bei Franklin (New Jersey).

## Klassifikation
In der strukturellen Klassifikation der International Mineralogical Association (IMA) gehört Petedunnit zusammen mit Augit, Burnettit, Davisit, Diopsid, Esseneit, Grossmanit, Hedenbergit, Johannsenit, Kushiroit und Tissintit zu den Kalziumpyroxenen (Ca-Pyroxene) in der Pyroxengruppe.
Da der Petedunnit erst 1983 als eigenständiges Mineral anerkannt wurde, ist er in der zuletzt 1977 überarbeiteten 8. Auflage der Mineralsystematik nach Strunz noch nicht verzeichnet.
Im zuletzt 2018 überarbeiteten und aktualisierten Lapis-Mineralienverzeichnis nach Stefan Weiß, das sich aus Rücksicht auf private Sammler und institutionelle Sammlungen noch nach dieser alten Form der Systematik von Karl Hugo Strunz richtet, erhielt das Mineral die System- und Mineral-Nr. VIII/F.01-80. In der „Lapis-Systematik“ entspricht dies ebenfalls der Abteilung „Ketten- und Bandsilikate“, wobei in den Gruppen VIII/F.01 bis 06 die Minerale mit Zweierketten [Si2O6]4− eingeordnet sind. Petedunnit bildet hier zusammen mit Aegirin, Aegirin-Augit, Augit, Davisit, Diopsid, Esseneit, Grossmanit, Hedenbergit, Jadeit, Jervisit, Johannsenit, Kanoit, Klinoenstatit, Klinoferrosilit, Kosmochlor, Kushiroit, Namansilit, Natalyit, Omphacit, Pigeonit, Spodumen und Tissintit ebenfalls die Gruppe der „Klinopyroxene“ (VIII/F.01).
Die seit 2001 gültige und von der IMA bis 2009 aktualisierte 9. Auflage der Strunz’schen Mineralsystematik ordnet den Petedunnit ebenfalls in die Klasse der „Silikate und Germanate“ und dort in die Abteilung der „Ketten- und Bandsilikate (Inosilikate)“ ein. Diese Abteilung ist weiter unterteilt nach der Art der Kettenbildung, so dass das Mineral entsprechend seinem Aufbau in der Unterabteilung „Ketten- und Bandsilikate mit 2-periodischen Einfachketten Si2O6; Pyroxen-Familie“ zu finden ist, wo es zusammen mit Augit, Diopsid, Esseneit, Hedenbergit und Johannsenit die „Ca-Klinopyroxene, Diopsidgruppe“ mit der System-Nr. 9.DA.15 bildet.
Die vorwiegend im englischen Sprachraum gebräuchliche Systematik der Minerale nach Dana ordnet den Petedunnit in die Klasse der „Silikate und Germanate“ und dort in die Abteilung der „Kettensilikatminerale“ ein. Hier ist er zusammen mit Diopsid, Hedenbergit, Augit, Johannsenit, Esseneit und Davisit in der Gruppe der „C2/c Klinopyroxene (Ca-Klinopyroxene)“ mit der System-Nr. 65.01.03a innerhalb der Unterabteilung „Kettensilikate: Einfache unverzweigte Ketten, W=1 mit Ketten P=2“ zu finden.

## Chemismus
Petedunnit mit der Endgliedzusammensetzung [M2]Ca[M1]Zn[T]Si2O6 ist das Zink-Analog von Diopsid ([M2]Ca[M1]Mg[T]Si2O6), wobei [M2], [M1] und [T] die Positionen in der Pyroxenstruktur sind.
Die empirische Zusammensetzung von Petedunnit aus der Typlokalität ist
- [M2](Ca0,92Na0,06Mn2+0,02)[M1](Zn0,37Mn2+0,18Fe2+0,19Fe3+0,12Mg0,14)[T](Si1,94Al0,06)O6[3]

und liegt so gerade eben im Zusammensetzungsbereich von Petedunnit.
Die Abweichungen von der idealen Zusammensetzung gehen im Wesentlichen auf folgende Mischkristallreihen zurück. Zum einen wird Zn2+ auf der [M1]-Positionen ersetzt durch Mn2+, Fe2+ und Mg2+, entsprechend den Austauschreaktionen
- [M1]Zn = [M1]Mn2+ (Johannsenit),
- [M1]Zn = [M1]Fe2+ (Hedenbergit) und
- [M1]Zn = [M1]Mg2+ (Diopsid)[3]

zum anderen wird Zn2+ durch gekoppelte Substitutionen ersetzt durch Fe3+
- [M2]Ca2+ + [M1]Zn2+ = [M2]Na+ + [M1]Fe3+ (Ägirin)
- [M1]Zn2+ + [T]Si4+ = [M1]Fe3+ + [T]Al3+ (Esseneit)[3]

## Kristallstruktur
Petedunnit kristallisiert mit monokliner Symmetrie in der Raumgruppe C2/c (Raumgruppen-Nr. 15) mit 4 Formeleinheiten pro Elementarzelle. Der natürliche Mischkristall aus der Typlokalität hat die Gitterparameter a = 9,82 Å, b =9,00 Å, c = 5,27 Å und β = 105,6°. Die Gitterparameter des synthetischen Endgliedes sind a = 9,7955 Å, b =8,9781 Å, c = 5,251 Å und β = 106,033°
Die Struktur ist die von Klinopyroxen. Silizium (Si4+) besetzt die tetraedrisch von 4 Sauerstoffionen umgebene T-Position, Calcium (Ca2+) die oktaedrisch von 6 Sauerstoffen umgebene M2-Position und Zink (Zn2+) die ebenfalls oktaedrisch koordinierte M1-Position. Dieser M1-Oktaeder ist stark verzerrt und Zink bildet darin vier kurze (starke) und 2 längere (schwache) Bindungen zu den umgebenden Sauerstoffionen. Dies entspricht der starken Präferenz von Zn2+ für eine tetraedrische Umgebung mit 4 Anionen.

## Bildung und Fundorte

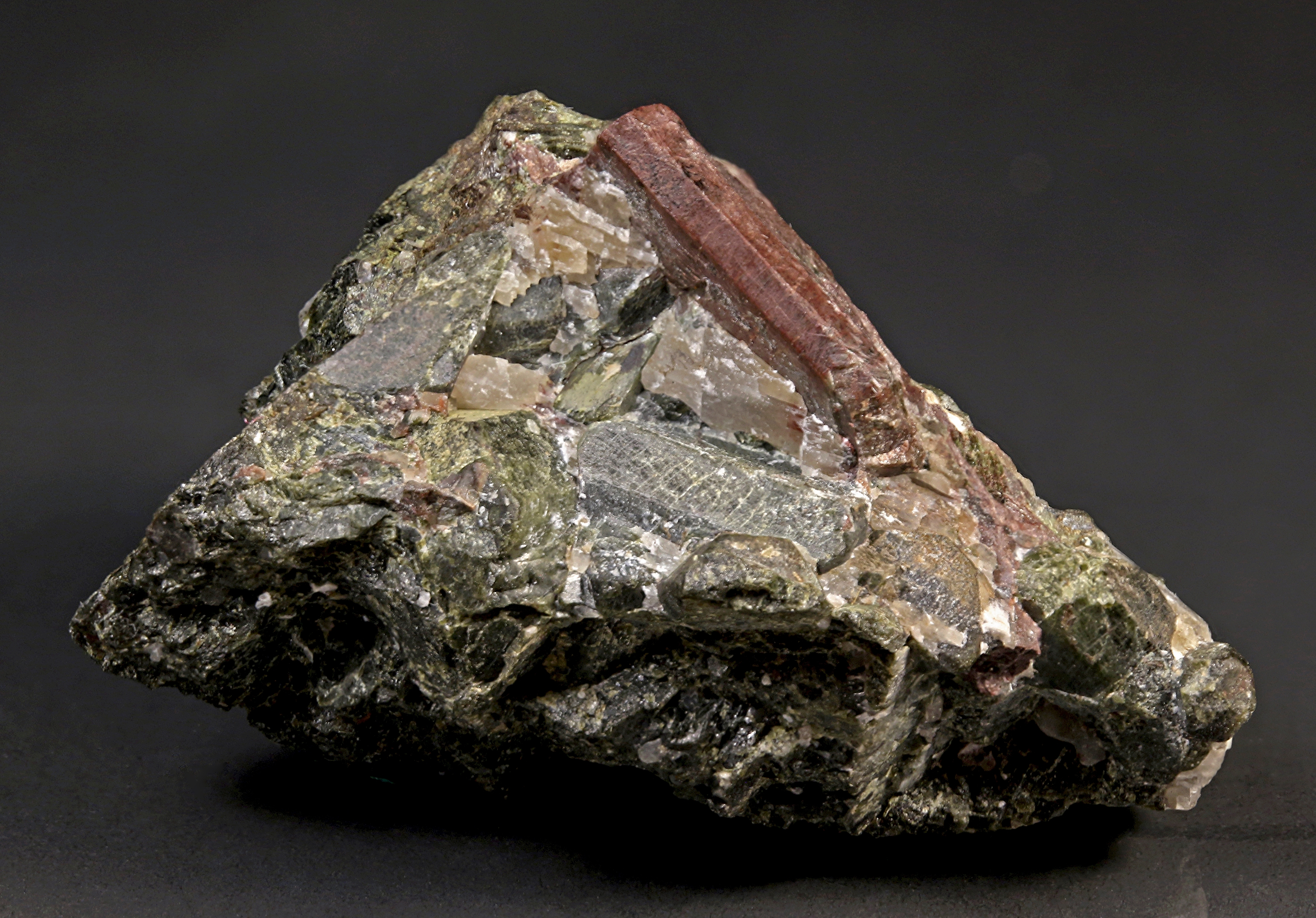
Petedunnit (grün, feinkörnige Aggregate) und unidentifiziertes Mineral der Apatit-Gruppe (evtl. Johnbaumit) aus Franklin (New Jersey), USA
Größe 2,5 cm × 3,5 cm × 2 cm

Reiner Petedunnit ist bei mittlerem bis hohem Druck stabil und baut sich unterhalb von ~6–10 kbar ab zu Willemit (Zn2SiO4), Hardystonit (Ca2ZnSi2O7) und Quarz (SiO2) oder unterhalb von ~650 °C zu Zinkfeldspat (CaZnSi3O8), Willemit und Hardystonit. Natürliche Klinopyroxene, die bei niedrigerem Druck gebildet wurden, enthalten nur geringe Mengen Zink.
Gebildet wird zinkhaltiger Pyroxen in Kalksilikatgesteinen bei der Reaktion mit zinkreichen Lösungen oder anderen Zinkmineralen wie z. B. Sphalerit (ZnS), typischerweise in Skarnlagerstätten. Die Kontaktmetamorphose, die zur Bildung von Skarnen führt, erfolgt meist oberflächennah bei niedrigen Druck. Die Zinkgehalte der hierbei gebildeten Klinopyroxene sind gering. Nur wenige dieser Skarne wurden methamorph bei Drucken über 5 kBar verändert, was die Bildung von petedunnitreichen Pyroxenen ermöglicht.
Andererseits können Pyroxene aus Buntmetallschlacken 50–60 Mol-% Petedunnit enthalten. Dies zeigt, dass zinkreiche Pyroxene auch bei 1 bar kristallisieren und nicht unbedingt auf hohen Druck bei der Bildung hinweisen.

### Skarne
Die Typlokalität von Petedunnit ist die Franklin Mine bei Franklin im Sussex County, New Jersey und wurde bei der Reaktion von Diopsid-Hedenbergit-Johannsenit-Mischkristallen mit einem zinkreichen Fluid gebildet. Er tritt zusammen mit Willemit, Quarz, Calcit und Fluorapatit auf und enthält Einschlüsse von Willemit, Calcit, Genthelvin, Granat, Gahnit, Albit, Quarz, Galenit, Sphalerit, Titanit und Allanit.
Weitere dokumentierte Vorkommen sind der Nain-Komplex auf der Labrador-Halbinsel in der Provinz Neufundland und Labrador, Kanada und der Magnet Cove Karbonatitkomplex im Hot Spring County, Arkansas, USA.

### Buntmetallschlacken
Zinkhaltige Klinopyroxene sind ein primärer Bestandteil von Schlacken aus der Verhüttung von Blei,- Silber- und Zink-Erzen und können hier zusammen mit Willemit, Hardystonit, Zinkit, Wurtzit und Franklinit auftreten.
Im Kernbereich von massiven Schlacken aus Halden bei Pontgibaud im Zentralmassiv, Frankreich, tritt Petedunnit zusammen mit Gahnit und Willemit auf.